# Прядкін (зупинний пункт)
Пря́дкін — залізничний пасажирський зупинний пункт Харківської дирекції Південної залізниці.
Розташований біля селища Чернігівське, Лозівський район, Харківської області на лінії Мерефа — Лозова між станціями Герсеванівський (5 км) та Панютине (6 км).
Станом на травень 2019 року щодоби вісім пар приміських електропоїздів здійснюють перевезення за маршрутом Харків-Пасажирський — Лозова/Гусарівка.